# Polycalymma stuartii
Polycalymma stuartii là một loài thực vật có hoa trong họ Cúc. Loài này được F.Muell. & Sond. ex F.Muell. & Sond. miêu tả khoa học đầu tiên năm 1853.